# Melina Mercouri
Melina Mercouri anebo Melina Merkuriová, řecky Μελίνα Μερκούρη (18. října 1920, Atény – 6. března 1994, New York) byla řecká herečka, zpěvačka a politička.
V letech 1981–1989 a 1993–1994 byla řeckou ministryní kultury, a to za levicovou stranu Panhelénské socialistické hnutí (Πανελλήνιο Σοσιαλιστικό Κίνημα), jejíž byla spoluzakladatelkou. Je autorkou projektu Evropské město kultury, který Evropská unie rozjela roku 1985. Proslula svou mezinárodní kampaní proti řecké vojenské juntě, která se v zemi chopila moci roku 1967.
Její nejslavnější filmovou rolí byla prostitutka Ilja ve snímku Pote Tin Kyriaki (Ποτέ Την Κυριακή), za kterou dostala cenu pro nejlepší herečku na festivalu v Cannes roku 1960 a byla nominována na Oscara a cenu BAFTA. Na cenu BAFTA byla nominována též roku 1962 za titulní roli ve snímku Phaedra. Třikrát byla též nominována na Zlatý glóbus (filmy Phaedra, Topkapi a Promise at Dawn).
Jejím manželem byl režisér Jules Dassin.
V anketě Velcí Řekové (Μεγάλοι Έλληνες – Megali Ellines) řecké stanice Skai TV z roku 2009, jejímž cílem bylo vybrat největší osobnosti řecké historie, počítaje v to dějiny starověkého Řecka, skončila na 13. místě.